# 1544.
◄ | 15. stoljeće | 16. stoljeće | 17. stoljeće | ►
◄ | 1510-ih | 1520-ih | 1530-ih | 1540-ih | 1550-ih | 1560-ih | 1570-ih | ►
◄◄ | ◄ | 1541. | 1542. | 1543. | 1544. | 1545. | 1546. | 1547. | ► | ►►
Arhitektura • Astronomija • Glazba • Kazalište • Kiparstvo • Knjige • Književnost • Kršćanstvo • Medicina • Politika • Pravo • Promet • Slikarstvo • Znanost

## Događaji
- Ivan Zrinski pogiba u blizini Hrastovice na Banovini
- Osmanlije osvajaju Budim

## Rođenja
- 11. ožujka – Torquato Tasso, talijanski pjesnik († 1595.)

## Smrti
- Clément Marot – francuski književnik (* 1496.)

## Vanjske poveznice
|  | Zajednički poslužitelj ima još gradiva o temi 1544. |